# Пален
Пален (њем. Pahlen) општина је у њемачкој савезној држави Шлезвиг-Холштајн. Једно је од 115 општинских средишта округа Дитмаршен. Према процјени из 2010. у општини је живјело 1.189 становника. Посједује регионалну шифру (AGS) 1051088.

## Географски и демографски подаци
Пален се налази у савезној држави Шлезвиг-Холштајн у округу Дитмаршен. Општина се налази на надморској висини од 12 метара. Површина општине износи 10,8 km². У самом мјесту је, према процјени из 2010. године, живјело 1.189 становника. Просјечна густина становништва износи 110 становника/km².